# Sarcosuchus
Sarcosuchus is een geslacht van uitgestorven Crocodylomorpha uit de groep van de Tethysuchia, dat tijdens het Vroeg-Krijt leefde in het gebied van het huidige Afrika en Zuid-Amerika. De typesoort is Sarcosuchus imperator.

## Vondst en naamgeving

### Sarcosuchus imperator
De eerste fossielen van Sarcosuchus werden in 1947 ontdekt bij Aoulef in Algerije door Albert-Félix de Lapparent.

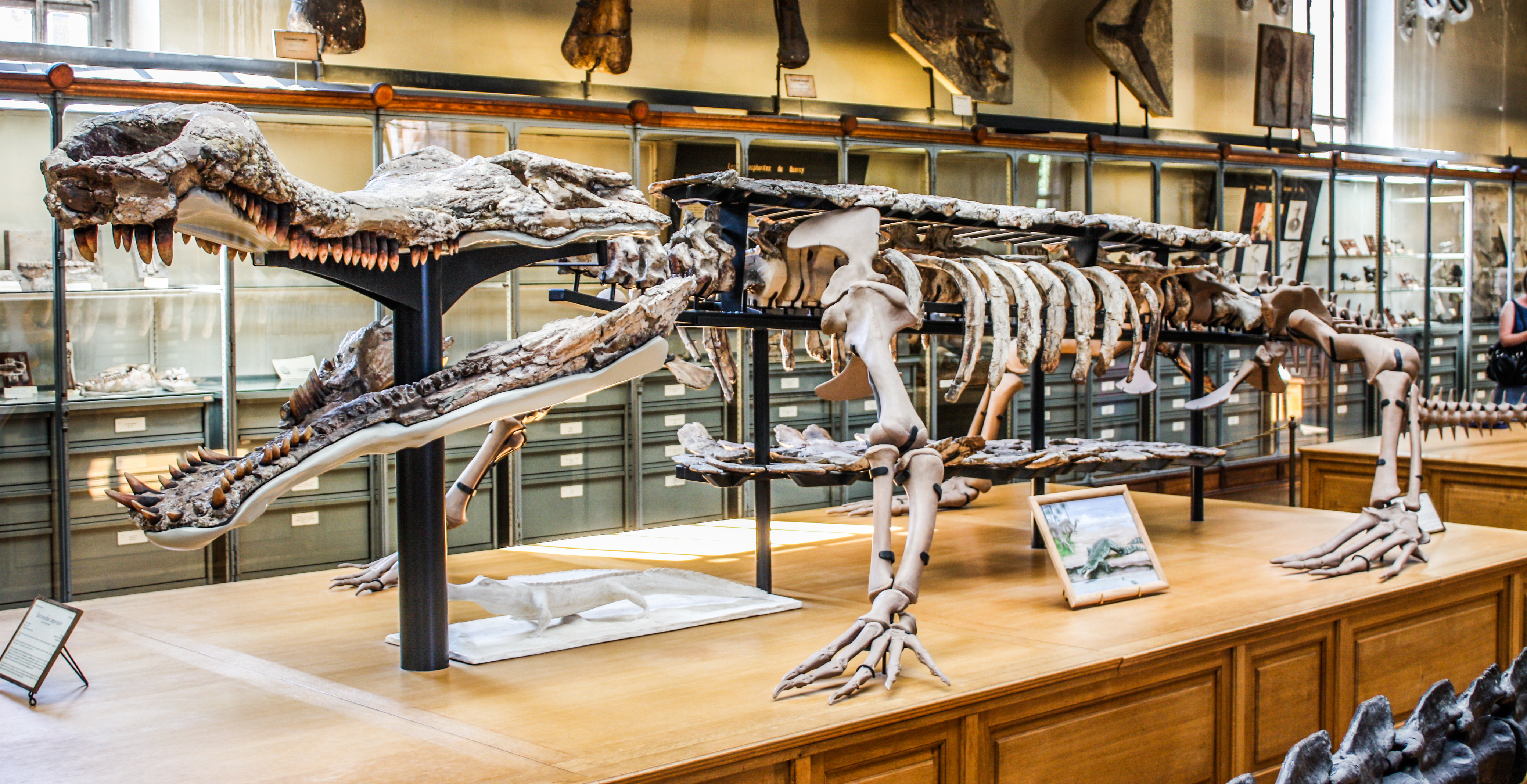
De in Parijs opgestelde skeletreconstructie

In 1964 werd bij Gadoufaoua, in de Sahara van Niger, een schedel ontdekt in een laag van de Elrhazformatie die dateert uit het Cenomanien en een kleine honderd miljoen jaar oud is. De typesoort Sarcosuchus imperator werd in 1966 benoemd en beschreven door France de Lapparent de Broin en Philippe Taquet. De geslachtsnaam betekent 'vleeskrokodil', de soortaanduiding 'keizer'. Het typespecimen is een schedel met een lengte van honderdzestig centimeter waaraan de snuitpunt ontbreekt. Het maakt deel uit van de collectie van het Museé National du Niger maar heeft geen gepubliceerd inventarisnummer.
In 1976 en 1977 werd meer materiaal beschreven uit de Maghreb. In 1997 en 2000 zijn in Niger door Paul Sereno vollediger fossielen ontdekt na tussenliggend onderzoek door Taquet, gerapporteerd in 1982. In 2001 beschreef Sereno de specimina MNN 604: een volledige schedel; MNN 605: een middelste halswervel van een jong dier; MNN 606: een achterste ruggenwervel en bekkendelen van een jongvolwassen dier; MNN 607: een beenschub van de nek, een beenschub van de staart en bekkenelementen van een jongvolwassen dier; en MNN 605: een beenschub van de rug. Verder meldde hij delen van de schoudergordel en een dijbeen. Deze vondsten gaven de eerste informatie over het postcraniaal skelet dat echter nog steeds pas zeer onvolledig bekend is. De skeletreconstructie die Sereno liet aanmaken is dus sterk gebaseerd op aanvullingen uit andere soorten. Hetzelfde geldt voor een skeletreconstructie in het Muséum national d'histoire naturelle.
Een mogelijk ouder synoniem van S. imperator is Stomatosuchus inermis Lavocat 1948.

### Sarcosuchus hartti
Een tweede soort van Sarcosuchus is Sarcosuchus hartti. De soort Crocodilus Hartti Marsh 1869, werd in 1907 door Joseph Mawson en Arthur Smith Woodward hernoemd tot Goniopholis hartti. Het fossiel daarvan bestaat slechts uit een tand, holotype YPM 516, in 1867 in het noordoosten van Brazilië gevonden door Charles Frederick Hartt waarnaar de soortaanduiding verwijst. Othniel Charles Marsh wees aan de soort ook tanden toe die in 1859 door Samuel Allport gevonden waren bij Plantaforma. Soms wordt in de literatuur de foute spelling S. hartii gebruikt.
In 1977 beschreven Taquet en Éric Buffetaut wat ruimere resten uit Brazilië, aangetroffen in de collectie van het British Museum of Natural History, die leken op die van Sarcosuchus imperator en herdoopten de soort daarom tot Sarcosuchus hartti. De vondsten stammen uit de Bahiaformatie die dateert uit het Aptien en dus een kleine vijftien miljoen jaar ouder is dan de lagen van Niger. Dit gebied lag in het midden van het Krijt veel dichter bij Afrika. De fossielen in 1977 beschreven omvatten de specimina BMNH R3423: een snuitpunt; BMNH R3224: een beenschub; BMNH R2983: een tand; en BMNH R3079: een tand. In 1888 had Richard Lydekker reeds de specimina BMNH R86 en BMNH R305 beschreven, twee tanden.
Een synoniem van S. hartti is wellicht Thoracosaurus bahiensis Marsh 1869, benoemd op basis van weer andere door Allport gevonden tanden uit Brazilië; deze zijn echter kleiner en hebben verticale richels en zijn daarin afwijkend van het andere van Sarcosuchus bekende tandmateriaal. Het is wel vermoed dat Hyposaurus derbianus Woodward 1888 in feite ook een synoniem is maar de schamelheid van de gevonden botfragmenten maakt dit taxon tot een nomen dubium.

## Beschrijving

### Grootte en onderscheidende kenmerken

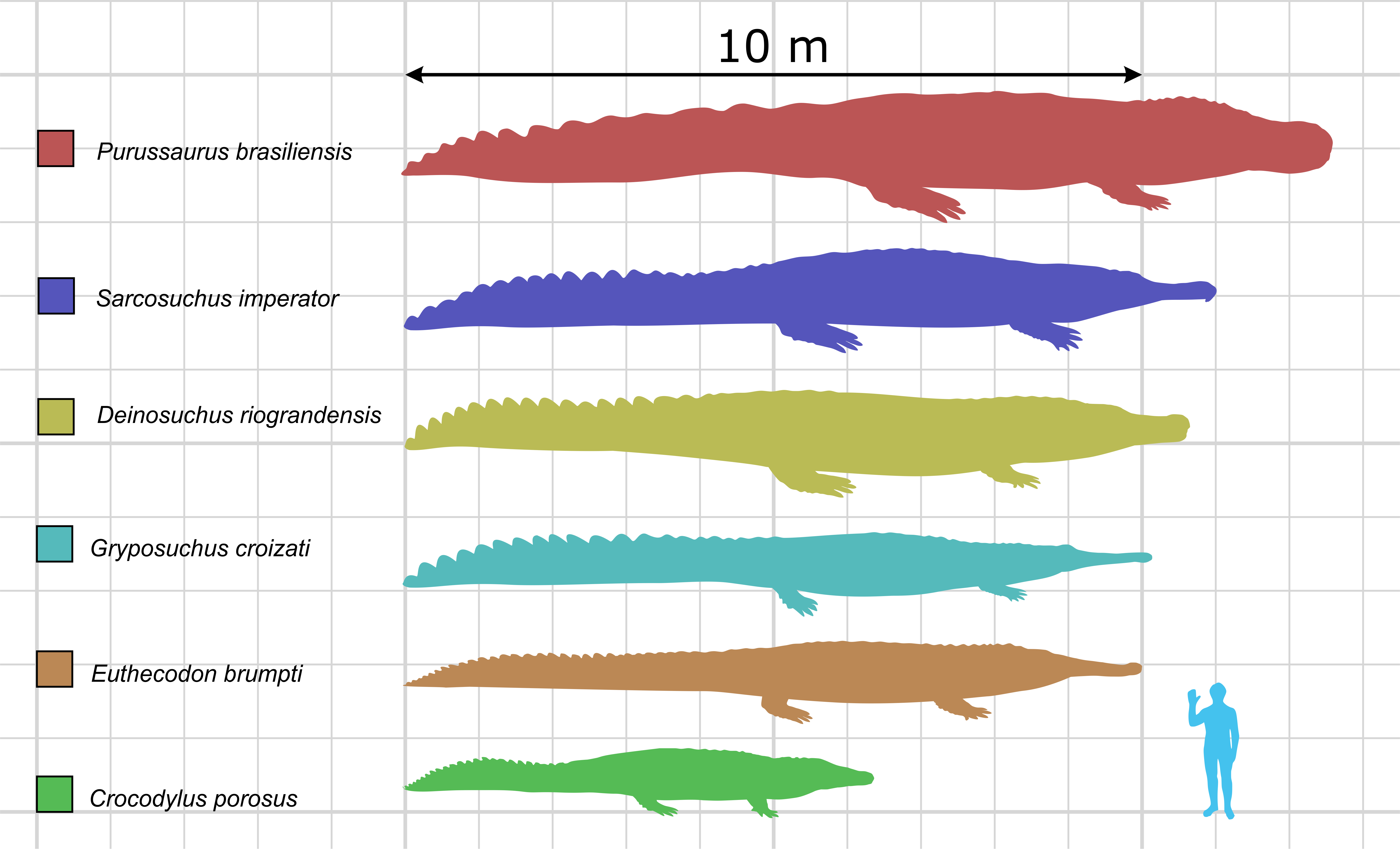
Misschien was Sarcosuchus, in het blauw, groter dan andere bekende "krokodillen"

Sarcosuchus werd volgens een schatting van Sereno uit 2001 elf à twaalf meter lang en acht ton zwaar. De studie uit 2001 maakte een extrapolatie uit de lengte van de schedel van het holotype van 1,6 meter door de bekende proporties toe te passen van de huidige zeekrokodil en gaviaal en kwam zo uit op een lichaamslengte van 11,65 meter. Dat maakt Sarcosuchus tot een van de grootste 'krokodillen' uit de wereldgeschiedenis, misschien zelfs de allergrootste bekende. Vergeleken met zijn massieve afgeplatte romp was zijn hoofd nog vrij klein. Daarbij moet echter bedacht worden dat geen van deze reuzensoorten van een compleet skelet bekend is en dat de schattingen vaak uiteenlopen.
In 2001 stelde Sereno een herziene diagnose met onderscheidende kenmerken van Sarcosuchus vast. Sommige daarvan zijn alleen vaststelbaar bij S. imperator. Er bevindt zich rond de benige neusgaten een uitholling, bulla, op de praemaxillae. In bovenaanzicht verbreden de bovenkaaksbeenderen zich naar voren toe met ongeveer een kwart. De voorste tanden in het bovenkaaksbeen zijn kleiner dan de premaxillaire tanden en meer achterliggende tanden. Andere kenmerken worden gedeeld met S. hartti. De derde en vierde tand van het dentarium van de voorste onderkaak zijn vergroot. Er bevindt zich een diasteem, gaping, tussen de vierde en vijfde dentaire tand. De onderkaken zijn vooraan waaiervormig verbreed waarbij ze anderhalfmaal de breedte bereiken van het in bovenaanzicht nauwste punt van hun achterliggende takken. De vergroeiing van de voorste onderkaken loopt naar achteren door tot ongeveer de twintigste dentaire tand.

### Skelet

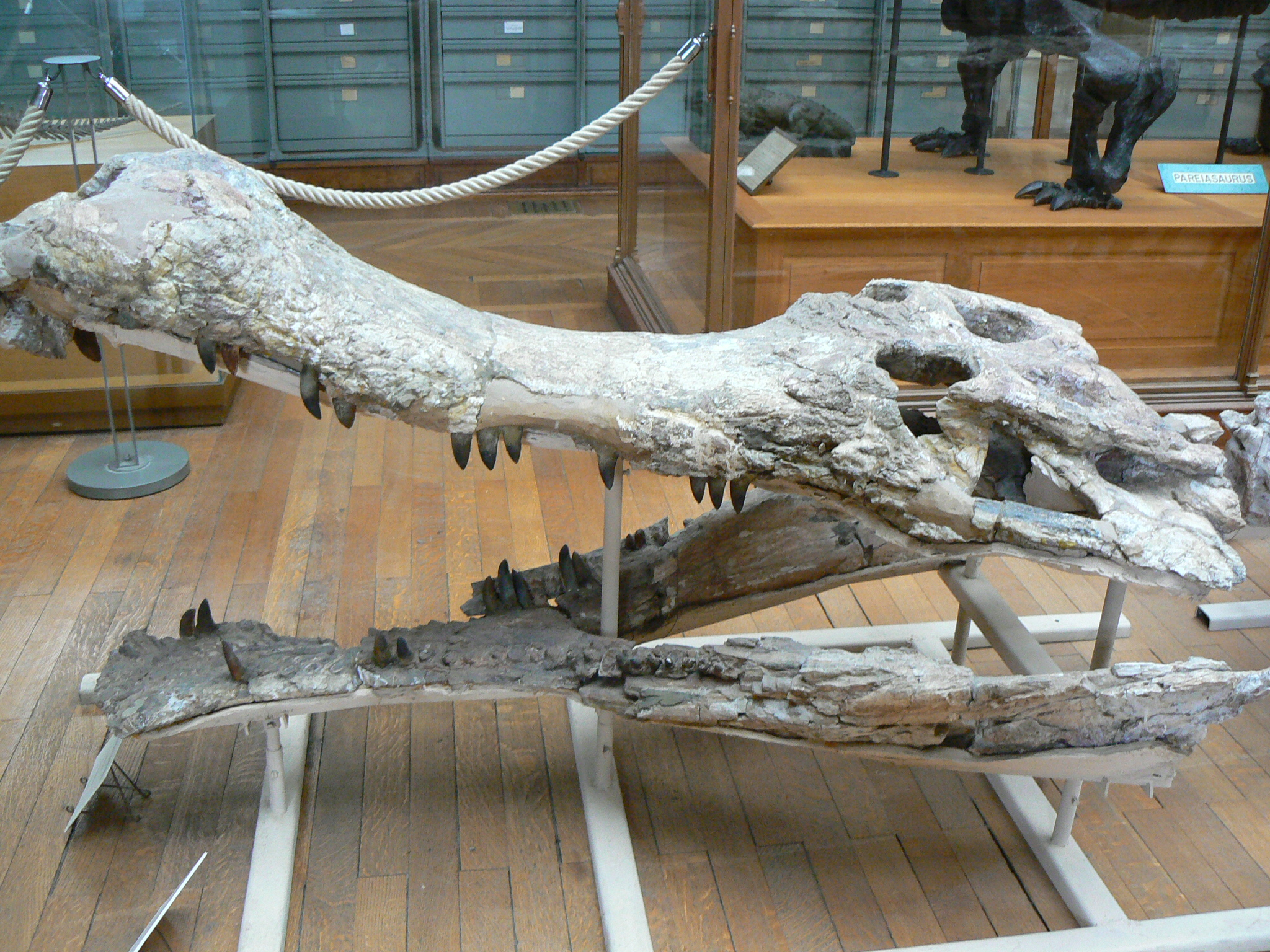
Afgietsel en reconstructie van de schedel

De schedel bezit een langwerpige snuit. Die heeft aan het voorste uiteinde een brede, recht afgesneden punt. Op de punt bevinden zich grote gepaarde neusgaten die een naar boven gerichte uitholling vormen, de bulla. De verbreding onder de bulla dient als grijporgaan en heeft langere tanden. Daarachter versmalt de snuit geleidelijk tot vlak voor de oogkassen. In de voorkant van dit gedeelte lopen de voorste snuitbeenderen, de praemaxillae, ver naar achteren in een punt. Die punt wordt echter ingekeept door de nog spitsere punt van de smalle neusbeenderen. De zijwanden van de snuit worden gevormd door de bovenkaaksbeenderen. Deze wanden zijn volgens de studie uit 2001 vrij glad, zonder maxillaire of antorbitale groeven zoals nog gemeld in 1966. Van het smalste punt af verbreedt de schedel zich in een aan beide zijden bolle kromme. De oogkassen zijn sterk omhoog gericht en matig naar boven uitstekend. Ze moeten niet verward worden met de vlak erachter op het schedeldak gelegen bovenste slaapvensters. Het schedeldak is tamelijk kort en eindigt achteraan bij een zeer brede holle inkeping.

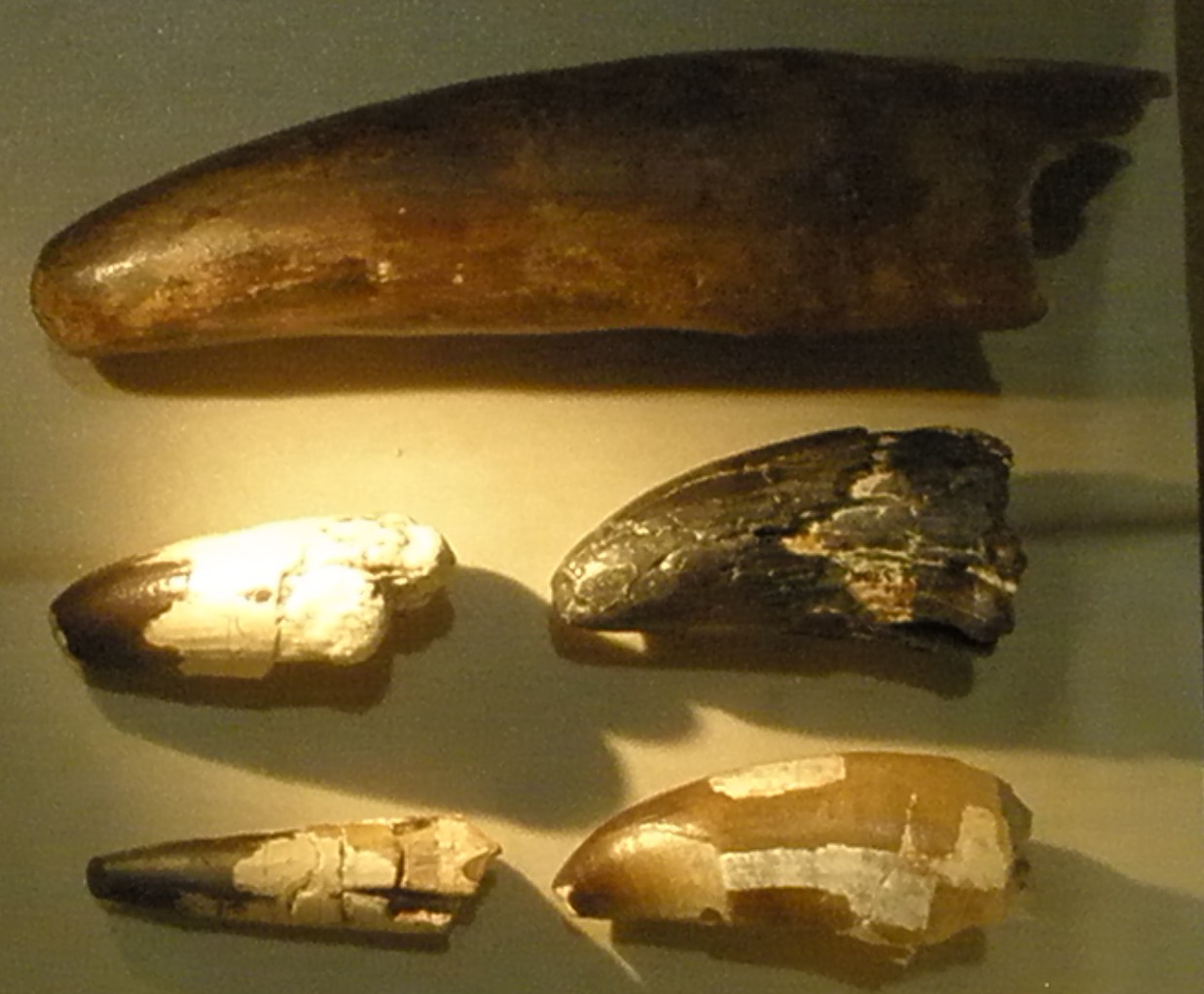
Dergelijke stompe tanden uit het midden van het Krijt worden typisch aan Sarcosuchus toegewezen

De tanden zijn kegelvormig, robuust en hebben een gladde textuur hoewel lage voorste en achterste snijranden aanwezig zijn. Ze grijpen niet in elkaar bij het sluiten van de muil: die van de onderkaken vallen in die van de bovenkaken. Er staan vijfendertig tanden in iedere bovenkaak — vijf langere in de afhangende praemaxilla en dertig kleinere in het bovenkaaksbeen — en eenendertig in iedere onderkaak voor een totaal van 132. De derde en vierde premaxillaire tand zijn het langst. Van de dertig maxillaire tanden is de tiende de langste. De voorste vier tanden van de onderkaak zijn langer, vooral de derde en vierde, en ruwweg tegenover de premaxillaire tanden gesteld: ze grijpen ook hier niet in elkaar en ze rusten niet in uithollingen in het verhemelte.
De onderkaken zijn opvallend korter dan de schedel: er is een overhang van tien centimeter. Ook de onderkaken zijn vooraan verbreed maar veel minder dan de snuit. De onderkant van de voorste onderkaken is ruw geornamenteerd bij zowel S. imperator als S. hartti.
Alle bekende wervels zijn amficoel: met een holle voorkant en achterkant van het wervellichaam. Dat is in tegenstelling met huidige krokodilachtigen waar ze procoel zijn: alleen aan de voorkant uitgehold. De nek is kort en breed. De halswervels zijn zwak gekield aan de onderzijde en hebben korte overlappende nekribben. Sereno nam voor de rug een aantal van ongeveer achttien wervels aan. De achterste ruggenwervels hebben stevige doornuitsteeksels en zeer brede zijuitsteeksels ofwel diapofysen, overeenkomstig de afplatting van de romp. Het heiligbeen bestaat uit twee sacrale wervels.
In de schoudergordel zijn het schouderblad en het ravenbeksbeen aan de uiteinden sterk verbreed.
In het bekken is het darmbeen, in bovenaanzicht breed, in zijaanzicht vrij kort met vooral een kort voorblad. Het is vrij hoog en draagt het grootste deel van de beenkom van het heupgewricht. Aan dat gewricht dragen ook schaambeen en zitbeen bij die alleen aan hun bases met elkaar vergroeid zijn en beide in zijaanzicht naar boven krommende uitsteeksels vormen. In bovenaanzicht is het schaambeen sterk verbreed aan het uiteinde.
Van de ledematen is alleen het dijbeen bekend.

### Osteodermen

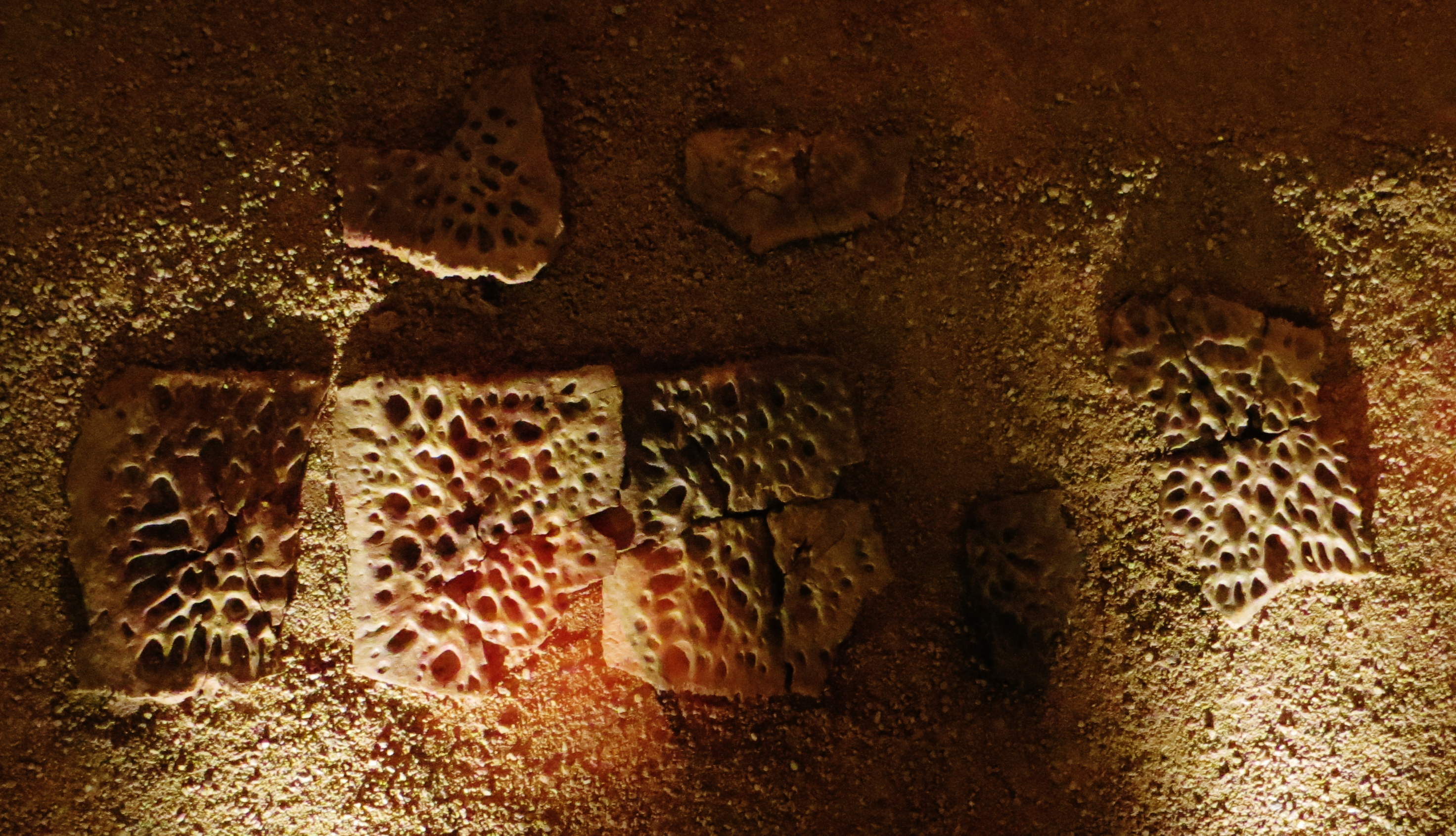
Beenschubben van S. imperator

Op de zijuitsteeksels van de wervels van de nek en rug liggen lange rechthoekige beenschubben. Iedere beenschub of osteoderm overlapt twee diapysen en is ongeveer zo lang als de hele breedte van de romp. De beenschubben van de nek lopen continu door in die van de rug, anders dan bij huidige krokodilachtigen. Dit systeem zet zich voort over de staartbasis tot minstens het midden van de staart.
De osteodermen van de nek en rug hebben lage kielen op de bovenzijden, asymmetrisch aan de zijkant gelegen. Aan de voorste buitenhoek hebben ze een haakvormig uitsteeksel. Ze overlappen elkaar waarbij de achterrand van de voorliggende wervel op de voorrand van de achterliggende wervel ligt. De osteodermen van de staart worden naar achteren toe korter zodat hun profiel een vierkant benadert; uiteindelijk worden ze driehoekig. Ze zijn ook eenvoudiger van bouw zonder haken en kielen.

## Fylogenie
Sarcosuchus werd oorspronkelijk als een lid van de Mesosuchia gezien maar behoort volgens moderne analyses tot de Neosuchia. Sarcosuchus wordt daarbinnen soms in de Elosuchidae geplaatst, maar vaker in de Pholidosauridae.
Moderne analyses bevestigen dat S. imperator en S. hartti nauw verwant zijn. In een studie uit 2003 was het geslacht Sarcosuchus het nauwst verwant aan Terminonaris.
De positie in de evolutionaire stamboom kan dan weergegeven worden met het volgende kladogram.
|             | Terminonaris                                                                 |
|             |                                                                              |
| Sarcosuchus | \| \| Sarcosuchus imperator \| \| \| \| \| \| Sarcosuchus hartti \| \| \| \| |
|             | \| \| Sarcosuchus imperator \| \| \| \| \| \| Sarcosuchus hartti \| \| \| \| |
|             | Sarcosuchus imperator                                                        |
|             |                                                                              |
|             | Sarcosuchus hartti                                                           |
|             |                                                                              |

|  | Sarcosuchus imperator |
|  |                       |
|  | Sarcosuchus hartti    |
|  |                       |

|             | Terminonaris                                                                 |
|             |                                                                              |
| Sarcosuchus | \| \| Sarcosuchus imperator \| \| \| \| \| \| Sarcosuchus hartti \| \| \| \| |
|             | \| \| Sarcosuchus imperator \| \| \| \| \| \| Sarcosuchus hartti \| \| \| \| |
|             | Sarcosuchus imperator                                                        |
|             |                                                                              |
|             | Sarcosuchus hartti                                                           |
|             |                                                                              |

|  | Sarcosuchus imperator |
|  |                       |
|  | Sarcosuchus hartti    |
|  |                       |

## Levenswijze
Sarcosuchus leefde aan rivieroevers in het binnenland. De meeste van zijn verwanten zijn daarentegen in kustafzettingen gevonden.
Het is niet duidelijk waaruit zijn prooi voornamelijk bestond. De lange snuit wijst op een specialisatie als viseter. Aan de andere kant was het uiteinde zo enorm breed uitgegroeid dat een kleinere drinkende dinosauriër met succes meegesleurd kon worden. Het kan zijn dat de grote omvang van Sarcosuchus een aanpassing is om grotere prooien te vangen. Huidige krokodillen zijn vrij opportunistische jagers die pakken wat ze kunnen en Sereno meende in 2001 dat Sarcosuchus ook zo'n generalist was. Dat de tanden niet in elkaar grepen zou een teken zijn dat het vangen van vissen bijzaak was. Sarcosuchus was echter nog maar een voorproefje van de, overigens niet nauw verwante, gigantische Deinosuchus uit het Laat-Krijt, die volgens sommige schattingen tot vijftien meter lang kon worden. Sarcosuchus was de SuperCroc, zoals de National Geographic Society hem propageerde, van het Vroeg-Krijt.
De enorme grootte van Sarcosuchus verklaarde Sereno door een lange groeifase van wel vijftig tot zestig jaar, veel langer dan bij huidige krokodilachtigen. In botten van een jongvolwassen exemplaar konden veertig groeilijnen worden vastgesteld. Bij jonge dieren, met een schedellengte tot een meter, is de snuit veel minder verbreed. Daarna wordt de snuit bredere, de bulla breder en dieper en hellen de premaxillaire tanden meer naar achteren.
De functie van de bulla is nog onduidelijk. Veel uitgestorven grote soorten hebben zo'n uitholling. Misschien diende de structuur simpelweg ter versteviging van de snuitpunt. Het kan ook zijn dat de uitholling diende om snuivende geluiden te maken of als locatie van een of andere klier.